# 1341년

## 연호
- 원(元) 지정(至正) 원년
- 일본(日本) 남조(南朝) 고코쿠(興国) 2년
- 일본(日本) 북조(北朝) 랴쿠오(暦応) 4년
- 쩐 왕조(陳朝) 카이흐우(開佑) 13년 / 티에우퐁(紹豊) 원년

## 기년
- 원(元) 혜종(惠宗) 9년
- 고려(高麗) 충혜왕(忠惠王) 복위 2년
- 쩐 왕조(陳朝) 헌종(憲宗) 13년 / 유종(裕宗) 원년

## 사건
- 영국 의회가 상 · 하원으로 나뉨[출처 필요]

## 탄생
- 조선의 상락부원군(上洛府院君) 김사형(金士衡). (~1407년)
- 에드워드 3세의 아들 제1대 요크 공작 랭글리의 에드먼드. (~1402년)
- 조선의 판삼사사(判三司事) 설장수(偰長壽). (~1399년)

## 사망
- 6월 15일 - 비잔티움 제국의 황제 안드로니코스 3세. (1297년~)